# Если/Затем
«Е́сли/Зате́м» (англ. If/Then) — мюзикл на либретто Брайана Йорки и на музыку Тома Китта. Бродвейская премьера состоялась 30 марта 2014 года в театре «Ричард Роджерс». До этого мюзикл проходил этап предпоказов в Вашингтоне (2013) и Нью-Йорке на Бродвее (с 5 по 29 марта).

## История
Активная работа над постановкой с участием Идины Мензел и режиссёра Майкла Грейфа началась в апреле 2013 года. Первые пробы состоялись в Вашингтонском «Национальном театре». Здесь же состоялся предпоказ с 5 ноября по 8 декабря 2013 года (официально — с 24 ноября).
Бродвейский предпоказ прошёл с 5 по 29 марта в театре «Ричард Роджерс». Там же состоялась мировая премьера 30 марта.
Режиссёром бродвейской постановки остался Майкл Грейф, хореографию ставил Ларри Кейгвин, сценография Марка Вендланда, костюмы Эмили Ребхольц, дизайном по свету выступил Кеннет Поснер, оркестровка Майкла Старобина. В состав оригинальной труппы вошли: Идина Мензел (Элизабет), Лашанз (Кейт), Джеймс Снайдер (Джош), Энтони Рэпп (Лукас) и другие.

## Музыкальные партии
| Акт I - «Prologue / What If?» — Элизабет, Баскер, Кейт, Лукас, Джош - «It’s a Sign» — Кейт и пассажиры - «A Map of New York» — Стивен, Бет, Кейт - «You Never Know» — Джош - «Ain’t No Man Manhattan» — Лукас и активисты - «What the Fuck?» — Элизабет - «Here I Go» — Лиз и Джош - «You Don’t Need to Love Me» — Лукас - «No More Wasted Time» (*) — Бет, Кейт, Анна, Елена - «Surprise» — Все | Акт II - «This Day / Walking By A Wedding» — Кейт, Анна, Элизабет и Джош - «Hey Kid» — Джош - «Some Other Me» — Бет и Лукас - «Best Worst Mistake» — Лукас и Дэвид - «I Hate You» — Лиз и Джош - «You Learn to Live Without» — Элизабет - «The Moment Explodes» (**) — Бет, архитектор, бортпроводник и пассажиры - «Love While You Can» (***) — Бет, Кейт, Анна - «What Would You Do?» — Дэвид - «Always Starting Over» — Лиз - «Finale (What If? (реприза))» — Все |

(*) — во время предпросмотра на Бродвее вместо этой песни была «The Story of Dick and Jane» (Анна).

(**) — во время предпросмотра на Бродвее эта песня была между «This Day / Walking By A Wedding» и «Hey Kid».

(***) — во время предпросмотра на Бродвее вместо этой песни была «No More Wasted Time» (Кейт и Анна).

### Саундтрек
Оригинальный бродвейский саундтрек был записан и выпущен студией звукозаписи «Masterworks Broadway». Выход CD состоялся 3 июня 2014 года. Альбом дебютировал на 19 месте в списке «Billboard 200». Это самая высокая строчка чарта для бродвейских записей со времён мюзикла «Богема» в 1996 году).
В альбом вошли 23 композиции:

| №   | Название                          | Исполнитель                                                                                    | Длительность |
| --- | --------------------------------- | ---------------------------------------------------------------------------------------------- | ------------ |
| 1.  | «Prologue»                        | Все                                                                                            | 0:25         |
| 2.  | «What If?»                        | Идина Мензел                                                                                   | 4:43         |
| 3.  | «It's a Sign»                     | Лашанз                                                                                         | 3:08         |
| 4.  | «A Map of New York»               | Идина Мензел и Джерри Диксон                                                                   | 4:54         |
| 5.  | «You Never Know»                  | Джеймс Снайдер                                                                                 | 3:12         |
| 6.  | «Ain't No Man Manhattan»          | Энтони Рэпп, Идина Мензел, Джеймс Снайдер, Лашанз и Дженн Колелла                              | 3:45         |
| 7.  | «What the Fuck?»                  | Идина Мензел                                                                                   | 5:50         |
| 8.  | «Here I Go»                       | Идина Мензел и Джеймс Снайдер                                                                  | 3:06         |
| 9.  | «You Don't Need to Love Me»       | Энтони Рэпп                                                                                    | 2:57         |
| 10. | «No More Wasted Time»             | Идина Мензел, Лашанз, Дженн Колелла, Тамика Лоуренс                                            | 3:41         |
| 11. | «Surprise»                        | Идина Мензел, Лашанз, Дженн Колелла, Энтони Рэпп, Джейнсон Там, Тамика Лоуренс и Джерри Диксон | 3:43         |
| 12. | «This Day / Walking by a Wedding» | Идина Мензел, Энтони Рэпп, Джеймс Снайдер, Лашанз, Дженн Колелла Джейнсон Там                  | 5:20         |
| 13. | «Hey, Kid»                        | Джеймс Снайдер                                                                                 | 3:38         |
| 14. | «Some Other Me»                   | Идина Мензел и Энтони Рэпп                                                                     | 3:40         |
| 15. | «Best Worst Mistake»              | Джейсон Там и Энтони Рэпп                                                                      | 2:55         |
| 16. | «I Hate You»                      | Идина Мензел и Джеймс Снайдер                                                                  | 4:42         |
| 17. | «A Map of New York» (реприза)     | Джерри Диксон                                                                                  | 0:57         |
| 18. | «You Learn to Live Without»       | Идина Мензел                                                                                   | 3:40         |
| 19. | «The Moment Explodes»             | Идина Мензел и Джо Аарон Рейд                                                                  | 2:20         |
| 20. | «Love While You Can»              | Идина Мензел и Лашанз, Дженн Колелла                                                           | 3:32         |
| 21. | «What Would You Do?»              | Джейсон Там                                                                                    | 1:47         |
| 22. | «Always Starting Over»            | Идина Мензел                                                                                   | 4:42         |
| 23. | «What If?» (реприза)              | Идина Мензел и все                                                                             | 1:32         |

## Постановки

### Предпоказы
| Город (страна)  | Театральная площадка       | Дата открытия | Дата закрытия | Кол-во спектаклей |
| --------------- | -------------------------- | ------------- | ------------- | ----------------- |
| Вашингтон (США) | «Национальный театр»       | 05.11.2013    | 08.12.2013    | 40                |
| Нью-Йорк (США)  | «Ричард Роджерс» (Бродвей) | 05.03.2014    | 29.03.2014    | 29                |

### Стационарные
| Город (страна) | Компания                       | Театральная площадка       | Дата открытия | Дата закрытия | Кол-во спектаклей   |
| -------------- | ------------------------------ | -------------------------- | ------------- | ------------- | ------------------- |
| Нью-Йорк (США) | «The Nederlander Organization» | «Ричард Роджерс» (Бродвей) | 30.03.2014    | в прокате     | 289 (на 08.12.2014) |

## Реакция

### Кассовые сборы
За всё время проката на Бродвее (включая этап предпоказов), мюзикл «Если/Затем» собрал около 30,6 млн. долларов (по состоянию на 8 декабря 2014 года). Средней процент занятости кресел зрительного зала составляет 82,4%. Кассовый недельный рекорд приходится на седьмую неделю проката: за восемь спектаклей мюзикл собрал $1 104 188.

## Награды и номинации
Мюзикл был заявлен в шести номинациях четырёх премий:
| Год  | Премия                       | Категория                                       | Номинант(ы)             | Результат |
| ---- | ---------------------------- | ----------------------------------------------- | ----------------------- | --------- |
| 2014 | «Тони»                       | Лучшая музыка                                   | Том Китт и Брайан Йорки | Номинация |
| 2014 | «Тони»                       | Лучшая женская роль в мюзикле                   | Идина Мензел            | Номинация |
| 2014 | «Драма Деск»                 | Лучшая актриса в мюзикле                        | Идина Мензел            | Номинация |
| 2014 | «Драма Деск»                 | Лучшая оркестровка                              | Майкл Старобин          | Номинация |
| 2014 | «Outer Critics Circle Award» | Лучшая музыка (Бродвейская или Офф-Бродвейская) | Том Китт и Брайан Йорки | Номинация |
| 2014 | «Драма Лонг»                 | Лучшее выступление актёра/актрисы               | Идина Мензел            | Номинация |